# 東新湊站
東新湊站（日语：／ Higashishinminato eki */?）是位於富山縣射水市八幡町，萬葉線的電車站。

## 歷史
- 1930年10月12日：越中鐵道西越之潟至此站之間開通，新湊東口站（日语：／）啟用。當初為終點站。
- 1932年11月9日：越中鐵道此站至庄川口之間開通，成為中途站。同時車站向越之潟一方遷移，車站改名為東新湊站[2]。
- 1942年：車站改名為高周波前站（日语：／）[3]。
- 1943年1月1日：越中鐵道合併至富山地方鐵道，成為富山地方鐵道射水線車站。
- 1945年8月15日：車站改名為東新湊站[3]。
- 1966年4月5日：隨著建設富山新港（日语：伏木富山港）築港工程，射水線分斷，包含此站部分射水線路段轉讓給加越能鐵道，成為新湊港線車站。
- 2002年4月1日：轉讓給萬葉線[4]。
- 2024年9月28日：可使用ICOCA及全國通用IC卡付款[5]。

## 電車站構造
電車站是地面車站，設有2面1線的相對式月台。
從前車站位於靠近越之潟站一方，當時設有車站大樓，大樓內有職員當值。另外，當時設有1面2線的島式月台，可進行列車交會。曾經車站內設有日本高周波鋼業的貨物引込線，在富山地方鐵道射水線中設有貨運業務。

## 電車站周邊
- 新湊漁港（東地區）
- 日本高周波鋼業（日语：日本高周波鋼業）富山製造所
- 放生津八幡宮（日语：放生津八幡宮）

## 使用狀況
以下為1日平均乘車人次列表：
| 年度     | 1日平均人次 |
| -------- | ----------- |
| 2000年度 | 50人        |
| 2001年度 | 47人        |
| 2002年度 | 47人        |
| 2003年度 | 7人         |
| 2004年度 | 30人        |
| 2005年度 | 52人        |
| 2006年度 | 50人        |
| 2007年度 | 49人        |
| 2008年度 | 57人        |
| 2009年度 | 58人        |
| 2010年度 | 61人        |

## 相鄰電車站
萬葉線
■萬葉線（新湊港綫）
中新湊－東新湊－海王丸

## 外部連結
- 萬葉線東新湊站上行 （页面存档备份，存于）與下行 （页面存档备份，存于）時間表